# The Devil’s Rain
The Devil’s Rain (с англ. — «Дьявольский дождь») — шестой студийный альбом американской хоррор-панк-группы The Misfits, вышедший в 2011 году. Диск записан новым, третьим по счету составом с бессменным Джерри Онли, который, помимо баса, взял на себя обязанности вокалиста. Первый альбом The Misfits за 12 лет, не считая кавер-альбома Project 1950.

## Список композиций
| №   | Название                    | Длительность |
| --- | --------------------------- | ------------ |
| 1.  | «The Devil’s Rain»          | 3:22         |
| 2.  | «Vivid Red»                 | 1:55         |
| 3.  | «Land of the Dead»          | 2:13         |
| 4.  | «The Black Hole»            | 1:50         |
| 5.  | «Twilight of the Dead»      | 2:33         |
| 6.  | «Curse of the Mummy’s Hand» | 3:49         |
| 7.  | «Cold in Hell»              | 2:50         |
| 8.  | «Unexplained»               | 3:03         |
| 9.  | «Dark Shadows»              | 3:40         |
| 10. | «Father»                    | 3:39         |
| 11. | «Jack the Ripper»           | 3:49         |
| 12. | «Monkey’s Paw»              | 2:47         |
| 13. | «Where Do They Go?»         | 2:39         |
| 14. | «Sleepwalkin'»              | 4:13         |
| 15. | «Ghost of Frankenstein»     | 2:55         |
| 16. | «Death Ray»                 | 4:58         |

## Участники записи
- Джерри Онли — вокал, бас-гитара
- Дез Кадена — гитара, вокал («Jack the Ripper», «Death Ray»)
- Эрик «Чупакабра» Арче — ударные

## Критика
В целом «The Devil’s Rain» получил смешанные и негативные отзывы. По данным сайта Metacritic, основанным на 11 обзорах, средняя оценка альбома — 46/100 баллов.
| Совокупная оценка | Совокупная оценка |
| Источник          | Оценка            |
| ----------------- | ----------------- |
| Metacritic        | [ 1 ]             |
| Оценки критиков   |                   |
| Источник          | Оценка            |
| Allmusic          | [ 2 ]             |
| Alternative Press | [ 3 ]             |
| Punknews.org      | [ 4 ]             |